# Döringsburg
Die Döringsburg ist eine abgegangene Burg oder Burgmannenhaus in der Obergasse der Stadt Biedenkopf im Landkreis Marburg-Biedenkopf in Hessen.
Die Döringsburg war Burgsitz derer von Döring, die 1365 mit einem Verkauf eines weiteren Hauses beim Kirchhof in Biedenkopf an den Biedenkopfer Bürger Kunz Ruhlen genannt wurden. 1430 wurden die Döring mit einem Burglehen von 10 Pfund Geldes zu Biedenkopf belehnt. Neubelehnungen sind bis 1512 nachgewiesen.

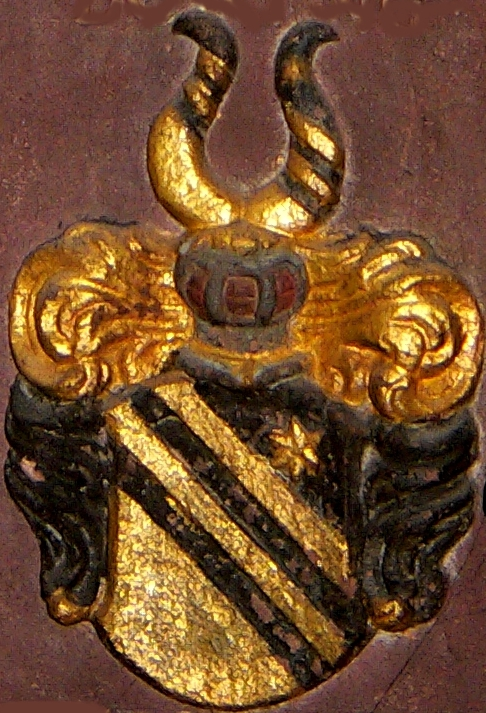
Ahnenwappen der Döring

Ab 1577 hatten die Döring zwei landgräfliche Burglehen samt Burgsitz und Zubehör in Biedenkopf inne, davon ist 1635 die Döringsburg abgebrannt und nicht wieder aufgebaut worden.